# 费迪南多·曼德里尼
费迪南多·曼德里尼（義大利語：Ferdinando Mandarin，1897年6月17日—1980年11月22日），意大利男子体操运动员。他曾获得1920年夏季奥运会体操比赛男子团体全能金牌。他也参加了1924年和1928年夏季奥运会。